# The Sunclub
The Sunclub is een Nederlandse danceformatie van de producers Robin 'Jaydee' Albers, Dieter 'Typar' Kranenburg en Michel 'Atbe' Rozenbroek. Ze zijn vooral bekend van de zomerhits Fiesta en Summer jam 2003.

## Fiesta
The Sunclub kreeg met hitsingle Fiesta aandacht van muziekzenders TMF en MTV. Voor een deel is dat succes te danken aan de videoclip die met 16mm-film werd vervaardigd.
De clip werd in een kelder in Amsterdam-Zuid gemaakt door cineast Jacques de Koning en fotograaf Jan van de Laar. De Koning en Van de Laar hadden eerder voor IKON een aantal animaties met Barbiepoppen gemaakt. Toen ze voor de videoclip van Fiesta werden gevraagd kregen ze carte blanche voor de creatieve invulling.
Alle decors werden door de makers ter plekke bedacht en uitgevoerd, de clip werd beeld voor beeld opgenomen op 16mm-film. In totaal werden ongeveer 20.000 beelden gemaakt. De Koning en Van de Laar maakten ook clip voor de opvolger 'Single Minded People' die qua verhaal aansluit op het einde van de eerste clip.

## Discografie

### Albums
| Album met eventuele hitnotering(en) in de Nederlandse Album Top 100 | Datum van verschijnen | Datum van binnenkomst | Hoogste positie | Aantal weken | Opmerkingen |
| ------------------------------------------------------------------- | --------------------- | --------------------- | --------------- | ------------ | ----------- |
| Fiesta                                                              | 1997                  | 12-07-1997            | 56              | 8            |             |
| Splash                                                              | 1999                  | -                     |                 |              |             |

### Singles
| Single met eventuele hitnotering(en) in de Nederlandse Top 40 | Datum van verschijnen | Datum van binnenkomst | Hoogste positie | Aantal weken | Opmerkingen |
| ------------------------------------------------------------- | --------------------- | --------------------- | --------------- | ------------ | --- |
| Fiesta (de los tamborileros)                                  | 1996                  | 07-06-1997            | 3               | 12           | Dancesmash op Radio 538 / #4 in de Mega Top 100                                                                 |
| Single minded people                                          | 1997                  | 16-10-1997            | 24              | 6            | #30 in de Mega Top 100                                                                                          |
| Fiesta '98 (Remix)                                            | 1998                  | 11-07-1998            | tip19           | -            | |
| Wetsuit                                                       | 1999                  | -                     |                 |              | |
| Splash                                                        | 1999                  | 09-10-1999            | 18              | 17           | |
| Movin' on                                                     | 2000                  | 18-03-2000            | 36              | 6            | |
| Bandoneon                                                     | 2000                  | 12-08-2000            | 27              | 4            | Dancesmash op Radio 538                                                                                         |
| Lovepains                                                     | 2001                  | -                     |                 |              | |
| Summer jam 2003                                               | 2003                  | 07-06-2003            | 1(9wk)          | 19           | met The Underdog Project / Alarmschijf / Hit van het jaar 2003 / Dancesmash op Radio 538 / #1 in de Mega Top 50 |
| Boom boom (Good time)                                         | 2004                  | 21-08-2004            | 12              | 7            | Dancesmash op Radio 538                                                                                         |
| Jump                                                          | 2005                  | 26-02-2005            | 34              | 4            | |
| Put 'em up                                                    | 2005                  | -                     |                 |              | |
| Fiesta reloaded                                               | 2007                  | 04-08-2007            | 36              | 3            | |
| Te te (Shake that heaven)                                     | 2009                  | 08-08-2009            | tip2            | -            | |

| Single met hitnotering(en) in de Vlaamse Ultratop 50 | Datum van verschijnen | Datum van binnenkomst | Hoogste positie | Aantal weken | Opmerkingen                                                |
| ---------------------------------------------------- | --------------------- | --------------------- | --------------- | ------------ | ---------------------------------------------------------- |
| Fiesta (de los tamborileros)                         | 1996                  | 19-07-1997            | 10              | 14           | #10 in de Radio 2 Top 30                                   |
| Summer jam 2003                                      | 2003                  | 07-06-2003            | 1(9wk)          | 21           | vs The Underdog Project / Best verkochte single van 2003 / |
| Boom boom (Good time)                                | 2004                  | 16-10-2004            | tip17           | -            |                                                            |